# Trioza magniforceps
Trioza magniforceps är en insektsart som beskrevs av Leonard D. Tuthill 1964. Trioza magniforceps ingår i släktet Trioza och familjen spetsbladloppor. Inga underarter finns listade i Catalogue of Life.